# Overlord II
Overlord II (с англ. — «владыка, повелитель») — компьютерная игра в жанре action с элементами RTS и RPG, разработанная компанией Triumph Studios и изданная компанией Codemasters. В Европе игру выпустили 23 июня 2009.

## Сюжет
Со времени событий первого Overlord прошло целое поколение, прежний Повелитель оказался заточен в Адской Бездне (события Rising Hell). В его отсутствие Сердце Башни вскоре было разбито, вызвав катаклизм, уничтоживший большую часть старой земли и начавший магическую чуму. Выжившие бежали в новые земли, основав Славную Империю, которая начала расширять свои владения, объявив всех магических существ своими врагами. Любовница старого Повелителя родила сына - Оверлада, которого оставляет на севере, в городке Нордберг, где местные жители (кроме девочки Кельды) боятся его, презрительно называя «Ведьмаком».
Бурые прихвостни находят маленького Оверлада и помогают устроить хаос во время праздника. Когда Славная Империя осаждает Нордберг, жители из страха и неприязни бросают подкидыша на растерзание легионерам. С помощью прихвостней и освобожденного Йети Повелитель сумел спастись, но оказался заморожен в ледяном озере. Спустя некоторое время Оверлад попадает в Иной Мир (Преисподнюю), где Гнарл и его приспешники принимают и воспитывают ребенка как нового Повелителя, в то время как Славная Империя продолжает расширять свои границы.
Достигнув совершеннолетия и пройдя испытания Гнарла, Повелитель вместе с бурыми миньонами исследует сельскую местность Нордберга. Там они встречают группу фанатичных эльфов-экологов во главе с Флорианом Зелёное Сердце, которые пытаются помешать ему убить детенышей тюленей и в конечном итоге забирают йети. Выследив эльфов до одного из их многочисленных святилищ, Повелитель находит там красных приспешников и использует их, чтобы разрушить сооружение, навлекая на себя гнев эльфийской королевы Февы. Действия Славной Империи заставляют Гнарла классифицировать её как серьёзную угрозу, и в ответ Повелитель отправляется на покорение мира. Первым шагом становится захват Нордберга, где он берёт уже взрослую Кельду в качестве своей первой любовницы и решает поработить/уничтожить город вместе с имперским губернатором Тоскливием. Растопив ледники для высвобождения парусного корабля, Повелитель и его орда отправляются к затопленному рифу Всесвета, чтобы получить доступ к эльфийским землям.
По прибытии Повелитель обнаруживает, что Всесвет уже захвачен Империей, а город используется в качестве курорта имперской знатью. Найдя в джунглях зеленых миньонов и забрав их улей из близлежащего имперского форта, Повелитель берет под свой контроль Всесвет, взяв в качестве второй любовницы обвиняемую в колдовстве Джуну и обрекая город на разрушение/рабство. Джуна рассказывает Властелину, как получить доступ к внутренним территориям Империи, но, пытаясь проникнуть туда под видом местного губернатора, он попадает в трущобы. Исследуя их, Властелин натыкается на Арену, где магические существа участвуют в смертельных гладиаторских играх на потеху жителям. Повелитель так же оказывается втянут в игры, попутно заполучая гнездо синих прихвостней.
По возвращении Повелителя посещает таинственная женщина, которую Гнарл смутно узнает. По совету гостьи Оверлад отправляется в Пустоши, где по подсказкам Гнарла, а так же с помощью королевы Февы и Флориана по осколкам собирает Сердце Башни. Но Сердце нужно еще напитать магической энергией, для чего Повелитель использует силу Святилищ. Поскольку этого оказалось недостаточно, Повелитель перекачивает в Сердце магическую энергию Февы, развращает её (в качестве альтернативы можно превратить её в призрака) и делает своей третьей любовницей.
Восстановив Сердце Башни, Повелитель осаждает столицу Империи, катапультируя само Сердце в антимагический барьер города. Опустошая городские храмы, Оверлад снова сталкивается с таинственной женщиной, которая оказывается любовницей старого Повелителя - Розой. Она рассказывает, что Славная Империя должна была навести порядок для баланса между добром и злом, но император Солярий оказался развращен властью. При штурме императорского дворца появляется Флориан, который на самом деле и был Солярием: будучи эльфом без магических способностей, он испытывал пренебрежение со стороны других эльфов, из-за чего попытался использовать силу Сердца заброшенной Башни Повелителя для раскрытия своего потенциала, но вместо этого вызвал Катаклизм и непреднамеренно породил страх перед магией. Воспользовавшись рукотворным хаосом, эльф создал образ Солярия для обретения власти и использования магических жителей для собственных целей. Сырая магическая энергия, вытекающая из захваченных магических существ, была собрана в чане, в который затем ныряет Флориан в надежде стать богом; но вместо этого оказывается в ловушке внутри гигантского моллюскоподобного монстра, которого самый верный сподвижник императора Кобылий называет Пожирателем. Повелитель сражается и уничтожает Пожирателя и Флориана.
В зависимости от действий игрока во время игры проигрывается один из трех финальных роликов: для чистого доминирования, разрушения и нейтральный вариант. Повелитель либо уничтожает землю, либо порабощает население, а миньоны устраивают вечеринку. В любом случае, Гнарл показывает, что даже сила Повелителя может ослабнуть, заканчивая сакраментальной фразой «Зло всегда находит выход», прежде чем начинает маниакально смеяться за кадром.

## Нововведения
- Теперь нет добрых и злых поступков. Врагов можно порабощать, а можно уничтожать, что влияет на концовку игры.
- В отличие от оригинального Overlord, Повелитель теперь может по желанию менять фавориток, получая определенные преимущества для бурых, зеленых и красных прихвостней.
- У красных, бурых и зелёных прихвостней появились ездовые животные - огненные саламандры, волки и ядовитые пауки соответственно. У синих животных нет, но они научились становиться невидимыми и очищать магическую слизь (на Пустошах).
- Река мертвых в Нижнем Мире — место, где можно воскресить погибших приспешников. В некоторых случаях мертвые не появляются в реке (например, когда заразились слизью).
- Повелителю теперь доступна только магия молнии, разделенная на 3 типа заклинаний: применимые к приспешникам, применяющиеся на Властелина и атакующие заклинания. Их можно улучшать, собирая катализаторы. Заклинания развиваются в зависимости от действий Властелина: например, атакующее заклинание можно использовать для уничтожения противников либо их порабощения.
- В кузнице для создания оружия и доспехов теперь используются, помимо золота и прихвостней, особые кристаллы, а в целях получения более мощных предметов (как правило, уже зачарованных) следует искать Кузнечные Камни, разбросанные по игровому миру. Так же добавлена возможность улучшения жилищ прихвостней.
- Добавлено судоходство: некоторые участки игровой карты Повелитель преодолевает на кораблях или плотах при помощи прихвостней.
- Добавлена возможность управлять стационарными орудиями (катапультой, баллистой).

## Прихвостни
- Бурые — основа армии, именно они самые сильные и живучие бойцы. Могут оседлать волков, благодаря чему становятся сильнее, быстрее и могут перепрыгивать обрывы.
- Красные — вспомогательные. Они обладают способностью кидать во врага огненные шары и не боятся огня. Но в рукопашном бою несильны. Их ездовое животное — огненная саламандра. При езде на саламандре могут кидаться огнём.
- Зелёные — вспомогательные прихвостни. Они незаменимы, если нужно незаметно убить противника. Зелёные становятся особенно мощными с их новыми животными: пауками, так как могут устраивать засады на стенах.
- Синие — невосприимчивы к магии; воскрешают недавно умерших прихвостней; при беге умеют становиться невидимыми; не могут атаковать противника.

Все прихвостни могут брать и надевать предметы, вываливающиеся из сломанных вещей или поверженных врагов, бурые используют то, что подбирают, а остальные превращают это в свою броню.

## Персонажи игры
- Повелитель — главный герой игры, сын предыдущего Повелителя. Предводитель прихвостней, владеет оружием (мечом, топором или булавой), обладает заклинаниями магии.
- Гнарл — старейшина прихвостней и советник Повелителя.
- Гиблет — главный кузнец башни Повелителя.
- Трынчак — шут Повелителя.
- Грабби — главный рудокоп в игре, именно благодаря ему появляются порталы и место прибывания прихвостней.
- Смертис — синий прихвостень, воскрешает павших в бою уже опытных прихвостней. Но требует за это какое-то количество прихвостней.
- Леди Роза — мать Повелителя и Светлая Госпожа из первой части. Ушла из Башни, когда забеременела (или когда Повелитель одолел Забытого Бога).
- Кельда — первая супруга Повелителя. В последнем бою может предоставить волков.
- Джуна — может стать второй супругой Повелителя. Была обвинена в колдовстве жительницами Всесвета. Помогла Повелителю проникнуть в Имперский город. В последнем бою может предоставить пауков.
- Фева — третья госпожа. Отдала свою энергию и энергию Убежищ для Сердца Башни. В последнем бою может предоставить саламандр.
- Флориан Зелёное Сердце — эльф, стремящийся спасти природу. Главный антагонист игры. Именно из-за него произошёл Катаклизм — он пытался украсть Сердце Башни
- Солярий — использовал личину Флориана, чтобы разрушить Убежище изнутри.
- Тоскливий — губернатор Нордберга. Может быть порабощён или уничтожен Повелителем.
- Кобылий — брат Тоскливия, муж Розы, верный слуга Императора. Практически является его правой рукой и голосом Императора. Хотел получить часть силы Императора, но был съеден Пожирателем.

## Отзывы
| Сводный рейтинг | Сводный рейтинг | Сводный рейтинг | Сводный рейтинг |
| Издание         | Оценка          | Оценка          | Оценка          |
| Издание         | PC              | PS3             | Xbox 360        |
| --------------- | --------------- | --------------- | --------------- |
| GameRankings    | 76,38 %         | 71,74 %         | 74,55 %         |